# (7044) 1971 UK
(7044) 1971 UK (1971 UK, 1982 US10) — астероїд головного поясу, відкритий 26 жовтня 1971 року чехословацьким астрономом Любошем Когоутеком.
Тіссеранів параметр щодо Юпітера — 3,519.